# Коттель, Жан-Жак
Жан-Жак Коттель  (фр. Jean-Jacques Cottel) — французский политик, бывший депутат Национального собрания Франции.

## Биография
Родился 17 июля 1953 г. в городе Бапом (департамент Па-де-Кале). Член Социалистической партии. По профессии — учитель.
Во время выборов в Национальное собрание 2007 г. Жан-Жак Коттель был заместителем кандидата социалистов по 1-му избирательному округу департамента Па-де-Кале Жаклин Маке, одержавшей победу и избранной депутатом. На выборах в Национальное собрание 2012 г. Маке избиралась по 2-му округу, а Коттель стал кандидатом социалистов по 1-му округу и одержал победу, получив во 2-м туре 52,59 % голосов.
В 2014 году возглавил список левых на муниципальных выборах в городе Бапом, выиграл выборы и занял пост мэра Бапома.
На выборах в Национальное собрание 2017 г. вновь был кандидатом социалистов по 1-му избирательному округу департамента Па-де-Кале, но сохранить мандат не сумел, заняв в 1-м туре только 4-е место с 15,48 % голосов.

## Политическая карьера
1995 — 23.03.2014 — мэр коммуны Боланкур 

18.03.2001 — 18.04.2014 — член Генерального совета департамента Па-де-Кале от кантона Бапом, председатель комиссии по охране окружающей среды 

18.06.2012 - 20.06.2017 — депутат Национального собрания Франции от 1-го избирательного округа департамента Па-де-Кале 

с 28.03.2014 — мэр города Бапом